# 3.7 cm Gebirgskanone M.13
3.7 cm Gebirgskanone M.13 – austro-węgierskie działo górskie kalibru 37 mm. Stało się podstawą do opracowania działa piechoty 3.7 cm Infanteriegeschütz M.15.
Działo pierwotnie złożone w zakładach Skody w Pilźnie na zamówienie rządu Ekwadoru, miało być wprowadzone na uzbrojenie artylerii górskiej. Działo było składakiem powstałym z zaadaptowanej do tego celu lufy 3,7 cm armatki morskiej wz. 1894, do której dostosowano lekką lawetę kołową i zaopatrzono w tarczę osłonową dla obsługi. W momencie wybuchu wojny światowej, podobnie do pozostałego sprzętu bojowego produkowanego w Pilźnie, miało trafić do jednostek armii austriacko-węgierskiej, jednak jako mało przydatne dla jednostek liniowych zostało przydzielone do nowo powstałych Legionów Polskich. Uzbrojono w nie, jeszcze w grudniu 1914 roku, jedną z baterii 1 pułku Artylerii. Działo doskonale nadawało się do skutecznego niszczenia stanowisk karabinów maszynowych.